# Ulrich Brand (Historiker)
Ulrich Brand (* im 20. Jahrhundert) ist ein deutscher Historiker und Redakteur der Schriftenreihe Bad Emser Hefte.

## Leben
Ulrich Brand studierte an der Philipps-Universität Marburg, wo er an der Naturwissenschaftlichen Fakultät 1968 mit der Dissertation zum Thema Die Entwicklung der Industrie in den Südstaaten der USA. Unter besonderer Berücksichtigung der petrochemischen Industrie promoviert wurde.
Ulrich Brand lebt in Rheinland-Pfalz in der Ortsgemeinde Berg im Rhein-Lahn-Kreis.

## Wirken
Seit Ende 1981 ist Ulrich Brand verantwortlicher Redakteur der zunächst als Sonderausgaben der Vereinsnachrichten des Vereins für Geschichte, Denkmal- und Landschaftspflege e.V. mit Sitz in Bad Ems erschienenen Bad Emser Hefte. Von 1983 bis 1994, dann wieder seit 2012 hat Brand den Vorsitz des Vereins inne.
Darüber hinaus engagiert sich Ulrich Brand für den Erhalt der früheren Eisenhütte Nieverner Hütte in Fachbach und des Mainzer Hauses in Bad Ems. Er ist auch Vorstandsmitglied der Jacques-Offenbach-Gesellschaft in Bad Ems, des Förderkreises Limeskastell Pohl in Pohl sowie als Helfer des Vereins Bad Emser Bohrturm e.V. tätig.
Brand ist Mitglied der Historischen Kommission für Nassau und Vorsitzender des Deutschen Vereins für Historische Metrologie (Maß & Gewicht).

## Ehrungen
Für sein ehrenamtliches Engagement zur Pflege des geschichtlichen Erbes der Heimat erhielt Ulrich Brand 2016 die Verdienstmedaille des Landes Rheinland-Pfalz.

## Schriften
- Die Entwicklung der Industrie in den Südstaaten der USA. Unter besonderer Berücksichtigung der petrochemischen Industrie (= Marburger geographische Schriften, Heft 36), Geographisches Institut, Marburg 1968 (= Dissertation).
- (zusammen mit Agnes Allroggen-Bedel, Ute Brand und Peter Wilhelm Ortseifen): Die Nieverner Hütte in Fachbach bei Bad Ems (Rheinische Kunststätten Heft 345), Rheinischer Verein für Denkmalpflege und Landschaftsschutz, Neusser Dr. und Verl., Neuss 1989, ISBN 3-88094-638-8.